# Wereldkampioenschappen wielrennen 1983
De wereldkampioenschappen wielrennen 1983 werden gehouden op 4 september in het Zwitserse Altenrhein. De wegwedstrijd bij de elite mannen werd gewonnen door Greg LeMond, voor de Nederlander Adrie van der Poel en de Ier Stephen Roche. Bij de elite dames won Marianne Berglund voor Rebecca Twigg en Maria Canins.

## Elite
| Individuele wegwedstrijd mannen (270 km) |                        |          |
| Plaats                                   | Naam                   | Tijd     |
| Goud                                     | Greg LeMond            | 7u01'21" |
| Zilver                                   | Adrie van der Poel     | +1'11"   |
| Brons                                    | Stephen Roche          | z.t.     |
| 4                                        | Faustino Rupérez       | z.t.     |
| 5                                        | Claude Criquielion     | z.t.     |
| 6                                        | Erich Maechler         | +1'33"   |
| 7                                        | Jean-Luc Vandenbroucke | z.t.     |
| 8                                        | Sean Kelly             | +1'36"   |
| 9                                        | Phil Anderson          | z.t.     |
| 10                                       | Stefan Mutter          | z.t.     |

| Individuele wegwedstrijd vrouwen (60 km) |                          |          |
| Plaats                                   | Naam                     | Tijd     |
| Goud                                     | Marianne Berglund        | 1u38'17" |
| Zilver                                   | Rebecca Twigg            | z.t.     |
| Brons                                    | Maria Canins             | z.t.     |
| 4                                        | Mandy Jones              | z.t.     |
| 5                                        | Jeannie Longo Ciprelli   | +0'57"   |
| 6                                        | Cynthia Olavarri         | z.t.     |
| 7                                        | Connie Carpenter-Phinney | +3'36"   |
| 8                                        | Thea van Rijnsoever      | z.t.     |
| 9                                        | Beate Habetz             | +4'12"   |
| 10                                       | Catherine Swinnerton     | +4'13"   |
|                                          |                          |          |
| 17                                       | Jenny De Smet            | z.t.     |

1921 · 
1922 · 
1923 · 
1924 · 
1925 · 
1926 · 
1927 · 
1928 · 
1929 · 
1930 · 
1931 · 
1932 · 
1933 · 
1934 · 
1935 · 
1936 · 
1937 · 
1938 · 
1946 · 
1947 · 
1948 · 
1949 · 
1950 · 
1951 · 
1952 · 
1953 · 
1954 · 
1955 · 
1956 · 
1957 · 
1958 · 
1959 · 
1960 · 
1961 · 
1962 · 
1963 · 
1964 · 
1965 · 
1966 · 
1967 · 
1968 · 
1969 · 
1970 · 
1971 · 
1972 · 
1973 · 
1974 · 
1975 · 
1976 · 
1977 · 
1978 · 
1979 · 
1980 · 
1981 · 
1982 · 
1983 · 
1984 · 
1985 · 
1986 · 
1987 · 
1988 · 
1989 · 
1990 · 
1991 · 
1992 · 
1993 · 
1994 · 
1995 · 
1996 · 
1997 · 
1998 · 
1999 · 
2000 · 
2001 · 
2002 · 
2003 · 
2004 · 
2005 · 
2006 · 
2007 · 
2008 · 
2009 ·
2010 · 
2011 · 
2012 · 
2013 · 
2014 · 
2015 · 
2016 · 
2017 · 
2018 · 
2019 · 
2020 ·
2021 ·
2022 ·
2023 ·
2024 ·
2025 ·
2026